# 洛伦佐·布鲁尼
洛伦佐·布鲁尼（義大利語：Lorenzo Bruni，1994年4月8日—），意大利男子水球运动员。他曾代表意大利国家队参加2024年夏季奥林匹克运动会男子水球比赛，获得第七名。